# 楊銳 (清朝)
杨锐（1855年—1898年9月28日 ），字退之，易字叔峤，又字钝叔，號蟬隱，四川绵竹縣人。戊戌六君子之一，清末维新派人士。

## 生平
杨锐肄业于尊经书院。光緒八年壬午科优贡，朝考第一，試用知县。张之洞督两广，杨锐跟随赴粤。光绪十一年中式乙酉科顺天乡试第四十八名舉人，考取内阁中书。光绪二十四年（1898年）戊戌变法期间，经陈宝箴推荐，与谭嗣同、林旭、刘光第并加四品卿，充军机章京，参新政。戊戌政变中，9月24日凌晨，在绳匠胡同寓所被捕，与谭嗣同等（总称戊戌六君子）同时被杀害。臨刑前，楊銳多次質問自己的罪名，被監斬官剛毅拒絕。就刑時，血噴涌丈余。楊銳就刑後，縫合屍體費銀七百五十兩，由四川同鄉李徵庸出資。靈柩寄居清字庵（又稱清慈寺），前來祭奠者多人。被禍之際，張之洞曾致電李鴻章欲救之，終因大臣憚禍未果。
楊銳生前評論康有為：言論詭而激，不速去，且釀禍。楊銳一向討厭康有為，想不到以康黨連坐死。死後13年，其子繳呈光緒手詔，證明康有為的<衣帶詔>全是偽造。

## 家庭
說經堂楊氏
- 曾祖楊玉先，由江西南昌府南昌縣始遷綿竹世居城内小西街。
- 祖楊士達，字竹虛，任山東陽穀縣縣丞，署曹縣、惠民縣縣丞；祖母胡氏，旌表節孝。
- 父楊承煦，字春林，監生，曾在小西街開過「春林堂」藥鋪，敕封修職郎，晉封奉政大夫，誥封資政大夫，生子四；母徐氏、詹氏。
- 兄楊聰，字聽彝，同治甲子科優貢朝考第二名，同治丁卯本省鄉試舉人，覺羅官學教習，以朝考敎職，厯任鄷都、隆昌縣敎諭。終於酉陽州學正[9]；妻羅氏，綿竹南里人，恩貢羅秋濤之女。
- 兄楊袞，字補之，官名希喆，府厯；妻杜氏，父杜李仙與楊家為街鄰，曾任湖北州判。
- 弟楊悅，字肖巗，附生，軍功保舉巡檢分發廣東，署南海縣巡檢，湖北天門縣知縣，歷官候補道。楊銳遇難後即辭官回成都，寓成都五福街九思巷。妻周氏，妾劉氏。子慶陶，女靈筠。慶陶早故，悅妻撫伯兄楊聰子慶翔為嗣（慶翔一子頂兩房）。尚有二女適德陽黃姓李姓。
- 妻孫氏，出綿陽名門，戊戌銳遇害，氏悲憤成疾，後銳九年死去。
- 子楊慶昶，字思永，一字勖莊，光緒二十三年丁酉科拔貢，朝考二等授國子監學正，戊戌後數年，京師故舊來信邀慶昶出仕，時李徵庸由京官調任成都商務局總辦，慶昶馳書接洽輪船，李覆信中說：「願君為王裒勿為嵇紹」，昶得書後，遂決定終身不再出任。民國元年九月卒於成都寓所；媳蕭氏，蕭邦程孫女，江蘇揚州府經歷署瓜州司巡檢蕭鳳臺號翰臣女；妾謝氏，均無出。民國五年蕭氏下鄉遇害。民國七年謝氏撫銳長女適彰明蘇氏之子為嗣，蘇氏子名承法，行八，更名楊偉孫，別字子英。娶姨母之女德陽黃氏，後又續娶綿竹孝泉黃氏兆蘭，生子楊洪德，現在江油三合鄉。民國廿七年子英故，洪德遂投彰明外祖蘇家。洪德為銳之曾孫。
- 長女楊夢蘭，適彰明河西鄉蘇繼祖為妻，1924年去世，蘇繼祖親書墓門一聯日「父同六君子黨難，夫踵八大家齊名」。蘇繼祖之父蘇文炳，咸豐六年丙辰科進土，曾任甘肅武威縣知縣。大女婿蘇繼祖字季培。撥貢（？），曾任甘肅敦煌教諭，繼入張之洞幕司文案，後委為湖北樊口稅捐稀查委員，銳遇難後即回家，後又遊學日本，宣統末歸里，民初就四川高等審判廳書記官。晚年息影家園，慕李白為人，因好道故。自號「鑿空道人」，著有《鑿空詩文集》、1918年在成都又木刻《鑿空詩稿》，崔映棠作序，「德一社」刊行，1931年寫成《清廷戊戌朝變記》問世，為戊戌變法重要史料。1933年臘月病故，終年六十八歲。長承法大排行居八，即撫與楊慶昶為子的楊子英。
- 次女貞女楊慶翺，字緋雲，許安縣呂氏子嘉謨為妻，未成婚謨病故，誓不他適，過門守貞，撫倒承桃。因銳祠未建，慶昶又卒，氏奮力建父祠，出資買小西街杜氏西園基地，規模宏闊，鄉人重之，題「金陀銀瓶」四字於匾上，懸在祠中，表彰慶翺[10][11]。
- 三女適德陽黃姓，生子三人。
- 侄楊慶翔，號雁南，成都高等師範學堂畢業，先後任教於成都建國中學，綿竹中學、綿竹立志中學等校史地教員，1954年後病故
- 侄楊慶曾，字沂卿，補用鹽大使
- 侄楊慶陶，候銓知縣，字皋臣，以知縣遊學日本，回國後即故，年二十四。著有《清醒閣詩集》，時人顧印愚，梁鼎芬皆稱譽之。後人又將其詩文與其妹夫廩生蕭純忠之遺作合刊，名《蕭楊詩文合刊》。銳弟子邑舉人黃尚毅有序。慶陶妻周氏，名安貞（即楊安貞）湖北人，無出。慶陶死後撫德陽黃姓親戚子為子。周氏（楊安貞）捐田六十餘畝，作楊銳祠中圖書館設備及國學研究會獎金
- 侄女楊悅女靈筠，為廩生蕭純忠妻（純忠號一誠，是黃尚毅妻弟）。純忠早逝，靈筠守節，撫子讀書、對丈夫學業常加激勵，有詩名「苦熱行」，結句雲：「但願身入廣寒宮，寂寂清宵伴明月」，邑名土金子光極稱道之。

## 著述
傳世的主要著述有：
- 《楊叔嶠集》三卷，內《文集》一卷、《詩集》二卷，沈宗元校，民國三年成都昌福公司鉛印，中國科學院圖書館藏
- 《說經堂詩草》一卷，清末刻本，首都圖書館藏。
- 《犀峰氏著稿》一卷，鈔本，雲南省圖書館藏。

## 紀念

### 楊銳墓
楊銳於1898年9月28日殉難後，其靈柩由鄉人黃尚毅和其子楊慶昶於光緒二十四年八月二十五日（1898年10月10日）護送出京，運回四川綿竹南門外南軒祠（今綿竹南軒中學校）側安葬。其兄楊聰的靈柩也於1902年12月7日葬於楊銳墓旁。1958年農業深耕時將二墓封土鏟平，幸得楊聰墓誌碑一件被縣文化館徵集（現存綿竹文管所）。該墓誌詳細表明楊銳下葬的地點，時間及和楊聰墓的距離，1980年代初綿竹南軒中學又在該墓地修建學生操場，因之在原址恢復墓葬已不可能的情況下，綿竹縣政府於1995年將楊銳墓遷葬城南郊劍南湖風景區，征地一畝，四周建有圍牆。題書碑文：「戊戌變法六君子之一楊銳之墓」，墓旁豎有保護標誌碑和楊銳生平簡介碑各一幢。現為德陽市文物保護單位。

### 楊先生祠
楊先生祠舊址在綿竹縣城內小西街（今縣中醫院所在地）其故居，為紀念楊銳而建，祠落成於民國五年（1916年），坐西向東，面積約2600平方米，內有「紫微山館」、「說經堂」、「楊銳紀念館」、「崇經壁」、「聚書樓」、「愛蓮水榭」等建築。祠內名人楹聯甚多，堂中有民國四年（1915年）袁大總統題匾「成仁取義」一件。由於文革等原因，致使楊銳故居被折毀，建為中醫院。
殷干酷刑，宋岳枉戮，臣本無恨，君亦何尤，當效正學先生，啟口問成王安在

漢室黨錮、晉代清譚，振古如斯，於今為烈，恰似子胥相國，懸睛看越寇飛來。
 — 康有為， 楊先生祠聯
千秋盛業，百日維新，公自大名垂宇宙

法澤長存，音容宛在，我來含淚吊英賢。
 — 賴心輝， 楊先生祠聯
丹心報國死何辭，恨未血濺帝衣，明臣非罪

青史垂名期不朽，果能書忠董筆，做鬼亦雄。
 — 王闓運撰，熊克武送， 楊先生祠聯
入耳子規啼，試論日下年光，弔古幾更春草碧

還家丁令返，重看巴西山色，迎神初奠荔枝紅。
 — 徐世昌撰， 楊先生祠聯